# اچ‌دی ۴۴۲۱۹
اچ‌دی ۴۴۲۱۹ یک ستاره است که در صورت فلکی تک‌شاخ قرار دارد.